# Pulicidae
Los pulícidos (Pulicidae) son una familia de insectos neópteros del orden de los sifonápteros conocidos vulgarmente como pulgas.
Son de cuerpo aplanado, carecen de alas y pueden saltar grandes distancias.
Existen en el mundo alrededor de 181 especies en 16 géneros de pulícidos, incluyendo la peligrosa portadora de la bacteria de la peste (Xenopsylla cheopis). Los huéspedes comunes de esta familia son los roedores, hiracoideos y lagomorfos.

## Taxonomía
Los pulícidos contienes los siguientes géneros:
- Actenopsylla
- Aphropsylla
- Archaeopsylla
- Cediopsylla
- Centetipsylla
- Ctenocephalides
- Delopsylla
- Echidnophaga
- Euchoplopsyllus
- Hoplopsyllus
- Moeopsylla
- Nesolagobius
- Ornithopsylla
- Parapulex
- Pariodontis
- Procaviopsylla
- Pulex
- Pulicella
- Spilopsyllus
- Synopsyllus
- Synosternus
- Xenopsylla